# Nan-sous-Thil
Nan-sous-Thil és un municipi francès, situat al departament de la Costa d'Or i a la regió de Borgonya - Franc Comtat. L'any 2007 tenia 181 habitants.

## Demografia

### Població
El 2007 la població de fet de Nan-sous-Thil era de 181 persones. Hi havia 84 famílies, de les quals 28 eren unipersonals (24 homes vivint sols i 4 dones vivint soles), 36 parelles sense fills, 16 parelles amb fills i 4 famílies monoparentals amb fills.
La població ha evolucionat segons el següent gràfic:
Habitants censats

### Habitatges
El 2007 hi havia 116 habitatges, 86 eren l'habitatge principal de la família, 15 eren segones residències i 15 estaven desocupats. 110 eren cases i 4 eren apartaments. Dels 86 habitatges principals, 68 estaven ocupats pels seus propietaris, 9 estaven llogats i ocupats pels llogaters i 9 estaven cedits a títol gratuït; 8 tenien dues cambres, 14 en tenien tres, 24 en tenien quatre i 40 en tenien cinc o més. 63 habitatges disposaven pel capbaix d'una plaça de pàrquing. A 47 habitatges hi havia un automòbil i a 31 n'hi havia dos o més.

### Piràmide de població
La piràmide de població per edats i sexe el 2009 era:
| Homes | Edats   | Dones |
| ----- | ------- | ----- |
| 0     | 95 o +  | 0     |
| 0     | 90 a 94 | 0     |
| 0     | 85 a 89 | 4     |
| 0     | 80 a 84 | 0     |
| 12    | 75 a 79 | 0     |
| 12    | 70 a 74 | 16    |
| 4     | 65 a 69 | 12    |
| 8     | 60 a 64 | 8     |
| 4     | 55 a 59 | 0     |
| 8     | 50 a 54 | 8     |
| 12    | 45 a 49 | 8     |
| 0     | 40 a 44 | 4     |
| 4     | 35 a 39 | 4     |
| 4     | 30 a 34 | 4     |
| 12    | 25 a 29 | 4     |
| 0     | 20 a 24 | 0     |
| 4     | 15 a 19 | 12    |
| 0     | 10 a 14 | 0     |
| 4     | 5 a 9   | 0     |
| 8     | 0 a 4   | 4     |

## Economia
El 2007 la població en edat de treballar era de 96 persones, 76 eren actives i 20 eren inactives. De les 76 persones actives 70 estaven ocupades (39 homes i 31 dones) i 6 estaven aturades (3 homes i 3 dones). De les 20 persones inactives 10 estaven jubilades, 1 estava estudiant i 9 estaven classificades com a «altres inactius».

### Ingressos
El 2009 a Nan-sous-Thil hi havia 91 unitats fiscals que integraven 206 persones, la mediana anual d'ingressos fiscals per persona era de 16.567 €.

### Activitats econòmiques
Dels 4 establiments que hi havia el 2007, 1 era d'una empresa de fabricació d'altres productes industrials, 2 d'empreses de construcció i 1 d'una empresa de comerç i reparació d'automòbils.
Dels 4 establiments de servei als particulars que hi havia el 2009, 2 eren tallers de reparació d'automòbils i de material agrícola, 1 paleta i 1 electricista.
L'any 2000 a Nan-sous-Thil hi havia 9 explotacions agrícoles.

## Poblacions més properes
El següent diagrama mostra les poblacions més properes.